# Інженерне (село)
Інженéрне — село в Україні, у Пологівській міській громаді Пологівському районі Запорізької області. Населення становить 1003 особи.

## Географія
Село Інженерне розташоване за 91 км від обласного центру та 14 км від районного центру, на лівому березі річки Кінська, вище за течією примикає місто Пологи, нижче за течією на відстані 0,5 км розташоване село Новокарлівка, на протилежному березі — села Івана Франка та Українське. Через село пролягають автошлях територіального значення Т 0815 та залізнична лінія Запоріжжя — Пологи, на якій розташована станція Інженерне.

## Історія
Село Інженерне засноване у 1921 році вихідцями з села Басань. Спочатку було утворено три хутора Кінські Води, Богодарівський та Інженерне. У 1956 році хутори об'єднані в один населений пункт — село Інженерне. У 1968 році до села приєднано хутір Шевченківський.
30 березня 2018 року,  в ході децентралізації, Інженерненська сільська рада, об'єднана з Пологівською міською громадою.
12 червня 2020 року, відповідно до розпорядження Кабінету Міністрів України № 713-р «Про визначення адміністративних центрів та затвердження територій територіальних громад Запорізької області», село увійшло до складу Пологівської міської громади.
19 липня 2020 року, в результаті адміністративно-територіальної реформи та ліквідації  Пологівського(1923-2020) району увійшло до складу новоутвореного Пологівського району.

### Російсько-українська війна
4 квітня 2022 року в селі Інженерне рашистські окупанти обстріляли школу мистецтв. Внаслідок цього загорілося горище закладу. На місце події виїхали рятувальники ДСНС. Коли вони прибули, вогонь вже охопив 40 м² площі.

## Населення

### Мова
Розподіл населення за рідною мовою за даними перепису 2001 року:
| Мова            | Кількість | Відсоток |
| --------------- | --------- | -------- |
| українська      | 938       | 93.52%   |
| російська       | 54        | 5.38%    |
| білоруська      | 6         | 0.60%    |
| болгарська      | 1         | 0.10%    |
| інші/не вказали | 4         | 0.40%    |
| Усього          | 1003      | 100%     |

## Герб Інженерненської сільської ради
На червоній главі герба — срібний залізничний міст, на синьому полі — золотий кінь, що біжить уперед. Під ногами коня — срібні хвилі, а під ними — білий аркуш з мірилом, оточений золотими колосками.
Золотий кінь — то відображення історичного минулого, а ще це символ степу, свободи, руху вперед. Білий аркуш символізував фабрику з виробництва паперу й картону, яка тут діяла здавна. Циркуль — то символ точних наук, які вивчали будівельники. Золоте колосся свідчить про значний розвиток землеробства на цій території. Увінчаний герб короною із золотого колосся, оповитий блакитною стрічкою та дубовим листям. Символічні кольори герба — червоний, синій, золотий та срібний.

## Природно-кліматична умови
Природно — кліматичні умови господарства характерні для зони степу і мають наступні основні характеристики клімат континентальний, помірно теплий, характерний для середньої широти України. Згідно з природно-кліматичним зонуванням Запорізька область умовно поділена на два підрайони. За тепловими ресурсами і умовами зволоження територія сільської ради входить до теплого, помірно — посушливого степового району області.
Вітровий режим обумовлений віссю високого атмосферного тиску, що проходить через територію області. У зв'язку з тим, що зимою інтенсивно розвинена циклонічна діяльність, вітри характеризуються непостійністю напрямків. На території сільської ради взимку переважають вітри північного та північно-східного напрямку. У весняний період з послабленням циклонічної діяльності панівними вітрами є східні та південно-східні. В теплий період року (червень — вересень) майже постійно віють північні та західні вітри. Особливо шкідливі сильні вітри (зі швидкістю понад 15 м/с), які в весняний період викликають пилові бурі, літом — сильне випаровування, а при поєднанні з низькою вологістю повітря — суховії. В літні місяці майже завжди бувають суховії слабкої та середньої інтенсивності. Інтенсивні суховії, які негативно впливають на сільськогосподарські культури, спостерігаються протягом 15-19 днів у році. Майже кожен рік бувають різної інтенсивності пилові бурі.
Територія сільської ради розміщено в зоні Південного степу. Клімат зони помірно континентальний, теплий, недостатньо зволожений. По середнім багаторічним даним Кирилівської метеорологічної станції сума опадів за вегетаційний період становить 350—400 мм. При цьому основна їх кількість, близько 70 %, випадає в теплий період року (квітень — жовтень). Крім того, спостерігається нерівномірність їх випадання в різні роки та періоди року. Влітку (червень — липень) нерідко опади носять ливневий характер. Значна кількість їх при цьому стікає в балки й не може бути повністю використано рослинами, все це призводить до нерівномірного зволоження ґрунтів, що, у кінці, негативно впливає на ріст та розвиток сільськогосподарських рослин.
Зима малосніжна. Нестійкий сніговий покрив. Товщина снігового покриву становить 5-10 см (січень-лютий), (Кирилівська метеостанція). Впродовж зими часто бувають відлиги, які обумовлюють утворення льодової корки, розтавання снігу, що в свою чергу призводить до вимокання озимих культур, а при наступному різкому похолоданні — до їх вимерзання.
Середньомісячна температура повітря найхолоднішого місяця — січня складає −5°-7°С, абсолютний мінімум — мінус 25 °C, а самого теплого місяця — липня — +21,4 °C, абсолютний максимум температури +42 °C (згідно з даними Кирилівської метеостанції). Безморозний період триває в середньому 165 днів, може коливатися в межах 160—180 днів. Початок перших осінніх заморозків — в середньому в другій половині жовтня, весняні заморозки — до третьої декади квітня. Середня тривалість вегетаційного періоду (квітень — листопад) всього — 210 днів. Середня сума температур за вегетаційний період 3000-3080°С.
Виходячи із вище написаного клімат даної зони має позитивні та негативні сторони. В цілому, кліматичні умови сприятливі для розвитку землеробства та садівництва.
| Клімат села Інженерне   | Клімат села Інженерне | Клімат села Інженерне | Клімат села Інженерне | Клімат села Інженерне | Клімат села Інженерне | Клімат села Інженерне | Клімат села Інженерне | Клімат села Інженерне | Клімат села Інженерне | Клімат села Інженерне | Клімат села Інженерне | Клімат села Інженерне | Клімат села Інженерне |
| Показник                | Січ.                  | Лют.                  | Бер.                  | Квіт.                 | Трав.                 | Черв.                 | Лип.                  | Серп.                 | Вер.                  | Жовт.                 | Лист.                 | Груд.                 | Рік                   |
| Середня температура, °C | −5,4                  | −2,7                  | 8,4                   | 14,2                  | 19,2                  | 25,6                  | 29,0                  | 32,0                  | 21,7                  | 15,5                  | 9,0                   | −3                    | 13,6                  |
| Норма опадів, мм        | 24                    | 26                    | 24                    | 32                    | 35                    | 39                    | 48                    | 37                    | 34                    | 38                    | 33                    | 30                    | 400                   |
| ----------------------- | --------------------- | --------------------- | --------------------- | --------------------- | --------------------- | --------------------- | --------------------- | --------------------- | --------------------- | --------------------- | --------------------- | --------------------- | --------------------- |

### Рельєф
В залежності від характеру водоерозійної мережі, її відпрацьованості в глибину та в ширину. Рельєф території Інженерненської сільської ради широко хвильовий. Широкі вододільні плато мають спокійний рельєф. Загальний нахил території зі сходу на захід. Найбільш абсолютні висоти місцевості на вододілах 110—150 м перевищення вододілів над руслом річки Кінська становить 30-65 м.
Гідрографічна сітка на території Інженерненської сільської ради представлена річкою Конка, яружно-балковою системою. Територія Інженерненської сільської ради поділяється річкою Кінська й балками «Ожерельна» та «Ягідна» на чотири великих вододіли.
В основному територія Інженерненської сільської ради має спокійний рельєф, на більшій частині землі мають ухил 0-2°.
Яружно-балкова сітка розгалужена з невеликими розгалуженнями, що значно ускладнює рельєф прибалкової території. Схили здебільшого мають рівні, випуклі і в рідких випадках випукло-ввігнуті побудови поверхні. Крутизна їх в основному 2-3°, прилеглі землі мають крутизну 5-8°. Слабий змив розвивається на схилах крутизною 2-3°, інтенсивніший на схилах крутизною 3-5°, 5-7°,7-10°.
Схили балок характеризуються крутизною від 5 до 10, рідше до 15, у зв'язку з цим тут розповсюджені середньо — та сильно змиті ґрунти. Днища балок не широкі зволожені, місцями заболочені.
Вододіл між річкою Конка та балкою «Ожерельна» розташований у південно-західній частині сільської ради. являє собою нешироке вододільне плато із загальним ухилом зі сходу на захід. Переважають ухили північної та південної експозиції.
На гребні вододілу сильно виражена вітрова ерозія, у зв'язку з чим, родючість ґрунту на цих ділянках з кожним роком понижується, навіть при наявності лісосмуг.
Вододіл між балкою «Ожерельна», річкою Кінська й кордоном сільської ради з Оріхівським районом розташований в південній частині сільської ради. являє собою схили північної та північно-східної експозиції. Схили північної експозиції слабо пологі (0,5-2°) з лощиною, різними пониженнями й рідкими балками перпендикулярними до схилів.
Схили північно-східної експозиції, що прилягають до балки «Ожерельна», характеризується великою крутизною — до 15°, сильними проявами площинної та лінійної ерозії, з глибокими ярами.
Вододіл між балкою «Ягідна» — розташований в центральній частині масиву сільської ради. являє собою широке вододільне плато із загальним ухилом зі сходу на захід. Переважають ухили північної та південної експозиції. Схили південної експозиції довгі, слабо пологі, у нижній частині мають терасовану поверхню.
Основний вододільний схил в нижній третині розрізаний мережею вузьких неглибоких балок перпендикулярного до основного вододільного схилу. Схили, що прилягають до цих балок, в основному, західну та східну експозицію. Крутизна їх коливається в межах 5-10°.
Річка Кінська розділяє територію сільської ради на дві нерівні частини. Річка тече зі сходу на захід і є лівою притокою Дніпра. Русло річки шириною від 3 до 6 метрів. Глибина коливається в межах 0,75-1,5 метрів. Ухил місцевості не перевищує 1 м на 1 км, що забезпечує повільну течію річки.
Підземні води представлені поруч водоносних горизонтів, що розташовані на різній глибині і мають тісний зв'язок з геологічною будовою і рельєфом місцевості. Підземні води в зв'язку з глибоким розташуванням (глибше ніж 20-25 м) ніякого впливу на процеси ґрунтоутворення на плато і схилах не мають. Ґрунтові води мінералізовані, тверді, насичені солями кальцію та магнію. В результаті сильного поверхневого випаровування в літні місяці поблизу річки та стариць на поверхні спостерігаються вицвіти солей.
Характеристика орних земель по крутості схилів
| Крутість схилів | Площа ріллі | га     |
| 0 —0,5°         | 651,3       | 9,7 %  |
| 0,5 —1°         | 3518,4      | 52,4 % |
| 1 —2°           | 2054,6      | 30,6 % |
| 2 —3°           | 369,3       | 5,5 %  |
| 3 —5°           | 120,9       | 1,8 %  |
| Всього:         | 6714,5      | 100 %  |
| --------------- | ----------- | ------ |

## Економіка
- ТОВ «Інженерне».

## Об'єкти соціальної сфери
- Школа.
- Школа мистецтв.
- Дитячий дошкільний навчальний заклад.
- Клуб.
- Фельдшерсько-акушерський пункт.